# Узя
У́зя (рос. Узя, башк. Ужа) — присілок у складі Мелеузівського району Башкортостану, Росія. Входить до складу Первомайської сільської ради.
Населення — 242 особи (2010; 274 в 2002).
Національний склад:
- росіяни — 68%